# Patricia Wartusch
Patricia Wartusch (Innsbruck, 5 augustus 1978) is een voormalig professioneel tennisspeelster uit Oostenrijk. Wartusch begon met tennis toen zij zeven jaar oud was. Haar favoriete ondergrond is hardcourt of gras. Zij speelt rechtshandig en heeft een tweehandige backhand. Zij was actief in het internationale tennis van 1996 tot en met 2005.

## Loopbaan
Als junior won zij in drie achtereenvolgende jaren (1992–1994) de Oostenrijkse kampioenschappen. Nadat zij in 1996 al twee ITF-toernooien had gewonnen (in Amazonas, Brazilië en in Tasjkent, Oezbekistan) werd zij in 1997 profspeelster.
Enkelspel – Patricia Wartusch won twee WTA-titels: de eerste in 2000 op het WTA-toernooi van Bogota, de tweede in 2002 in Casablanca. Daarnaast bezit zij ook vijf ITF-titels. Haar beste resultaat op de vier grandslamtoernooien is het bereiken van de derde ronde op Wimbledon 2000. In 2000 nam zij deel aan de Olympische spelen in Sydney – zij bereikte de tweede ronde. Haar hoogste positie op de WTA-ranglijst is de 65e plaats, die zij bereikte in april 2000.
Dubbelspel – Wartusch won zes WTA-titels, waarvan vijf met de Hongaarse Petra Mandula. Daarnaast bezit zij ook acht ITF-titels. Haar beste resultaat op de vier grandslamtoernooien is het bereiken van de kwartfinale, eenmaal op Roland Garros 2002 en vervolgens op Wimbledon 2003, beide met Petra Mandula. In 2000 nam zij deel aan de Olympische spelen in Sydney, samen met landgenote Barbara Schett – zij kwamen niet voorbij de eerste ronde. Haar hoogste positie op de WTA-ranglijst is de 22e plaats, die zij bereikte in mei 2003.
Algemeen – In de periode 2000–2004 maakte Wartusch deel uit van het Landsche Fed Cup-team – zij vergaarde daar een winst/verlies-balans van 6–12. Na het Australian Open 2005 nam Wartusch afscheid van het beroepstennis.

## Posities op deWTA-ranglijst
Positie per einde seizoen:
| jaar | rang enkelspel | rang dubbelspel |
| ---- | -------------- | --------------- |
| 1994 | 781            | 688             |
| 1995 | 514            | 769             |
| 1996 | 257            | 677             |
| 1997 | 197            | 161             |
| 1998 | 133            | 169             |
| 1999 | 91             | 76              |
| 2000 | 90             | 86              |
| 2001 | 151            | 76              |
| 2002 | 82             | 37              |
| 2003 | 154            | 33              |
| 2004 | 222            | 89              |

## Palmares
| Legenda                |
| ---------------------- |
| Grandslamtoernooi      |
| Olympische Spelen      |
| Year-End Championships |
| Tier I                 |
| Tier II                |
| Tier III               |
| Tier IV & V            |

### WTA-finaleplaatsen enkelspel
| nr.              | finale     | toernooi       | ondergrond | tegenstandster  | score         |         |
| ---------------- | ---------- | -------------- | ---------- | --------------- | ------------- | ------- |
| gewonnen finales |            |                |            |                 |               |         |
| 1.               | 2000-02-13 | WTA Bogota     | gravel     | Tathiana Garbin | 4-6, 6-1, 6-4 | details |
| 2.               | 2002-07-14 | WTA Casablanca | gravel     | Klára Koukalová | 5-7, 6-3, 6-3 | details |
| verloren finales |            |                |            |                 |               |         |
| 1.               | 1999-10-10 | WTA São Paulo  | gravel     | Fabiola Zuluaga | 5-7, 6-4, 5-7 | details |

### WTA-finaleplaatsen vrouwendubbelspel
| nr.              | finale     | toernooi       | ondergrond    | partner                | tegenstandsters                         | score         |         |
| ---------------- | ---------- | -------------- | ------------- | ---------------------- | --------------------------------------- | ------------- | ------- |
| gewonnen finales |            |                |               |                        |                                         |               |         |
| 1.               | 1999-06-13 | WTA Tasjkent   | hardcourt     | Jevgenia Koelikovskaja | Eva Bes Ostáriz Gisela Riera            | 7-6, 6-0      | details |
| 2.               | 2001-06-17 | WTA Tasjkent   | hardcourt     | Petra Mandula          | Tetjana Perebyjnis Tatjana Poetsjek     | 6-1, 6-4      | details |
| 3.               | 2002-06-16 | WTA Wenen      | gravel        | Petra Mandula          | Barbara Schwartz Jasmin Wöhr            | 6-2, 6-4      | details |
| 4.               | 2002-07-14 | WTA Casablanca | gravel        | Petra Mandula          | Gisela Dulko Conchita Martínez Granados | 6-2, 6-1      | details |
| 5.               | 2003-04-13 | WTA Estoril    | gravel        | Petra Mandula          | Maret Ani Emmanuelle Gagliardi          | 6-7, 7-6, 6-2 | details |
| 6.               | 2003-05-04 | WTA Bol        | gravel        | Petra Mandula          | Emmanuelle Gagliardi Patty Schnyder     | 6-3, 6-2      | details |
| verloren finales |            |                |               |                        |                                         |               |         |
| 1.               | 1999-11-21 | WTA Pattaya    | hardcourt     | Jevgenia Koelikovskaja | Åsa Svensson Émilie Loit                | 1-6, 4-6      | details |
| 2.               | 2000-01-08 | WTA Auckland   | hardcourt     | Barbara Schwartz       | Cara Black Alexandra Fusai              | 6-3, 3-6, 4-6 | details |
| 3.               | 2000-10-29 | WTA Bratislava | hardcourt (i) | Petra Mandula          | Karina Habšudová Daniela Hantuchová     | forfait       | details |
| 4.               | 2002-09-22 | WTA Toyota     | hardcourt     | Petra Mandula          | Svetlana Koeznetsova Arantxa Sánchez    | 2-6, 4-6      | details |
| 5.               | 2003-01-10 | WTA Hobart     | hardcourt     | Barbara Schett         | Cara Black Jelena Lichovtseva           | 5-7, 6-7      | details |
| 6.               | 2003-03-02 | WTA Acapulco   | gravel        | Petra Mandula          | Émilie Loit Åsa Svensson                | 3-6, 1-6      | details |

## Resultaten grandslamtoernooien
| Legenda | Legenda                          |
| ------- | -------------------------------- |
| g.t.    | geen toernooi gehouden           |
| l.c.    | lagere categorie                 |
| –       | niet deelgenomen                 |
| G       | uitgeschakeld in de groepsfase   |
| 1R      | uitgeschakeld in de eerste ronde |
| 2R      | uitgeschakeld in de tweede ronde |
| 3R      | uitgeschakeld in de derde ronde  |
| 4R      | uitgeschakeld in de vierde ronde |
| KF      | uitgeschakeld in de kwartfinale  |
| HF      | uitgeschakeld in de halve finale |
| F       | de finale verloren               |
| W       | het toernooi gewonnen            |
| w-v     | winst/verlies-balans             |

### Enkelspel
| toernooi        | 2000 | 2001 | 2002 | 2003 |
| --------------- | ---- | ---- | ---- | ---- |
| Australian Open | 1R   | 2R   | –    | 1R   |
| Roland Garros   | 1R   | –    | –    | 1R   |
| Wimbledon       | 3R   | –    | –    | 1R   |
| US Open         | 1R   | –    | 1R   | –    |

### Vrouwendubbelspel
| toernooi        | 1999 | 2000 | 2001 | 2002 | 2003 | 2004 | 2005 |
| --------------- | ---- | ---- | ---- | ---- | ---- | ---- | ---- |
| Australian Open | –    | 1R   | 3R   | 1R   | 1R   | 3R   | 1R   |
| Roland Garros   | –    | 1R   | 2R   | KF   | 3R   | 2R   | –    |
| Wimbledon       | –    | 1R   | 1R   | 1R   | KF   | 1R   | –    |
| US Open         | 2R   | 1R   | 2R   | 1R   | 3R   | 1R   | –    |

### Gemengd dubbelspel
| toernooi        | 2003 | 2004 |
| --------------- | ---- | ---- |
| Australian Open | –    | 1R   |
| Roland Garros   | 1R   | –    |
| Wimbledon       | –    | 1R   |
| US Open         | 1R   | –    |